# Juan Gaspar Roig
Juan Gaspar Roig y Jalpí (Blanes, 1624 - Barcelona, 1691) fue un religioso mínimo e historiador catalán falsario, cronista del reino de Aragón.

## Trayectoria académica
Fue hijo de un marinero y vivió de niño en Gerona y después en Barcelona, donde presenció el Corpus de Sangre (1640). Alegó que en una notaría de Blanes había encontrado un sorprendente manuscrito, escrito hacia 1420, el Libre dels feyts d'armes de Catalunya, cuyo autor sería cierto Bernat de Boades, que abarcaría desde la llegada de los cartagineses hasta la era de los Trastámara. En Madrid había polemizado con José de Pellicer acerca de si las cuatro barras heráldicas era de origen catalán, concedido por Carlos el Calvo a Wifredo el Velloso, o aragonés.
Dejó escritas, entre otras, las siguientes obras sobre historia eclesiástica y civil de Cataluña:
- Apología de los santos mártires y patrones de Blanes, Bonoso y Maximiano (Barcelona, 1664);
- Catálogo paralipómeno de los santos indígenas y advenas del Principado de Cataluña y sus condados (1664);
- De las excelencias y antigüedades del priorato de santa María de Meyá (Gerona, 1668);
- Resumen historial de las grandezas y antigüedades de la ciudad de Gerona (Barcelona, 1678), ampliado con el Discurso histórico-apologetico (1680);
- Sermón histórico-panegírico del ilustrísimo mártir San Cristóbal (Barcelona, 1683);
- Dulce desengaño histórico del año cierto en que se fundó la sagrada, ínclita, real, militar orden de la Merced (Barcelona, 1684);
- Epítome histórico de la muy ilustre ciudad de Manresa (Barcelona, 1692).

Y algunos falsos cronicones:
- Libre dels feits d'armes de Cataluña, bajo el seudónimo Bernardo Boades (siglo XV);
- Cronicón de Liberato, atribuido al abad Liberato de Gerona (siglo VII).

La biblioteca de reserva de la Universidad de Barcelona conserva algunas obras que formaron parte de la biblioteca personal de Roig, y un ejemplo de las marcas de propiedad que identificaron sus libros a lo largo de su vida.